# جم اوزر
جم اوزر (ترکی استانبولی: Cem Özer؛ زادهٔ ۵ اکتبر ۱۹۵۹) هنرپیشه و نویسنده اهل ترکیه است. او از سال ۱۹۷۶ تاکنون در بیش از ۳۰ فیلم حضور داشته است.